# 普里謝伊米維亞
51°23′2″N 33°12′37″E / 51.38389°N 33.21028°E
普里塞伊米夫亞（烏克蘭語：Присеймів'я）是位於烏克蘭東北部的村莊，由蘇梅州科諾托普區的波皮夫卡市鎮負責管轄。該村處於謝伊姆河右岸，距離喬爾諾普拉托韋、諾韋和柳比托韋1公里，海拔高度147米，2001年人口161。